# John Stanislaus Joyce

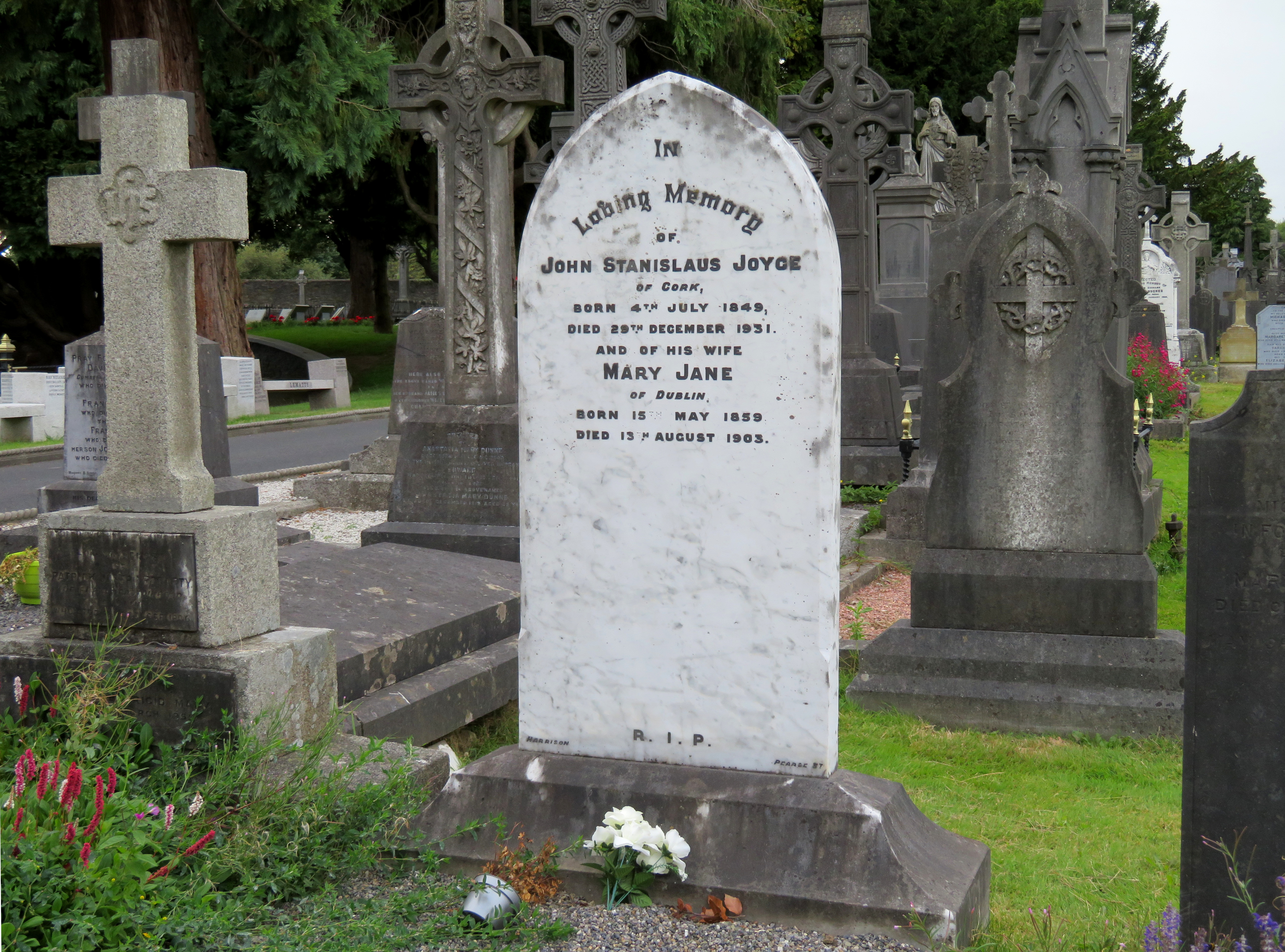
Tumba de John Joyce y su esposa Mary en el Glasnevin Cemetery, Dublín. La tumba está en las cercanías de la de Charles Stewart Parnell, héroe de John Joyce.

John Stanislaus Joyce (Cork, Reino Unido de Gran Bretaña e Irlanda, 4 de julio de 1849-Dublín, Estado Libre Irlandés, 29 de diciembre de 1931) fue el padre del escritor James Joyce, y personaje muy conocido de su ciudad, Dublín. Hijo de James y Ellen (nacida O'Connell) Joyce, John Joyce creció en Cork, donde la familia de su madre, quien reclamaba tener parentesco con el "Libertador" Daniel O'Connell, era bastante prominente.
Bautizado en la iglesia St. Finbarr's South Church, Joyce creció en el área de la calle Anglesea. Asistió al St Colman's College, de Fermoy, desde 1859, y luego estudió medicina en la Universidad de Cork, desde 1867. Sin embargo, no completó sus estudios universitarios.
Después de la muerte de su padre en 1866, Joyce heredó una propiedad sustancial en las cercanías de Cork. Poco después se mudó a Dublín, donde trabajó durante varios años como secretario de una compañía de destilería. Fue destacado como un buen cantante tenor, aunque nunca siguió una carrera musical.
El 5 de mayo de 1880, Joyce se casó con Mary "May" Murray. Ese año, como recompensa por su trabajo apoyando a los candidatos liberales en las elecciones generales de 1880, Joyce obtuvo un puesto en la Aduana de Dublín.
En 1882, nació su hijo James, el primero de los diez hijos sobrevivientes del matrimonio. Desde el mayor a los más jóvenes, sus nombres y edades eran, según el censo de 1901: James Augustine (19 años en 1901), Margaret Alice (17), John Stanislaus (16), Chales [sic] Patrick (14), George Alfred (13) , Eileen (12), May Kathleen (11), Eva May (10), Florencia (9) y Mabel (8).
Durante los siguientes diez años, Joyce gradualmente fue arruinándose. Partidario del político nacionalista Charles Stewart Parnell, Joyce sufrió las consecuencias de defender en público a  Parnell después de la revelación de su adulterio con Kitty O'Shea. Siguió defendiendo a Parnell comprometidamente y se benefició de la ayuda de colegas políticos en años posteriores, en que dispuso de pocas fuentes de ingresos.
Al fallecer Parnell en 1891, Joyce había perdido la mayor parte de sus propiedades y había sido pensionado en su puesto en la Custom House (aduana) de Dublín. Muy derrochador, apenas pudo vivir con la pequeña pensión que obtuvo, y pasaba gran parte de su tiempo bebiendo. Su esposa murió en 1903, pero, a pesar de sus malos hábitos, él logró sobrevivirla 28 años. Murió a la edad de 82 años.
De todos sus hijos, John Joyce tuvo buena relación solo con su hijo mayor, James, quien disfrutó del apoyo de su padre y compartió algunos de sus rasgos, incluido su talento musical, su mala gestión económica y su alcoholismo. John Joyce inspiró a varios personajes en las obras de su hijo, como Simon Dedalus, en Retrato del artista adolescente y Ulises; también Humphrey Chimpden Earwicker en Finnegans Wake, y el tío del narrador en los relatos "Las hermanas" y "Arabia", de Dublineses.
En el Dictionary of Irish Biography leemos: «Gran parte de la tradición detallada de la vida de Dublín que se registra en los libros de James Joyce proviene de su padre. Esta deuda fue reconocida y honrada por el escritor, quien intentó que se erigiera un monumento conmemorativo en Dublín en memoria de su padre. El monumento finalmente se implementó en 1966, en el parque St Stephen's Green, a cargo de varios admiradores de ambos hombres».